# Victor Talking Machine Company
Victor Talking Machine Company est un label discographique américain, filiale de la Gramophone Company et un des principaux producteurs de phonographes et de disques phonographiques au début du XXe siècle, active entre 1901 et 1929. Elle est absorbée cette même année par la Radio Corporation of America. Elle avait son siège social dans la ville de Camden, dans la banlieue de Philadelphie.

## Histoire

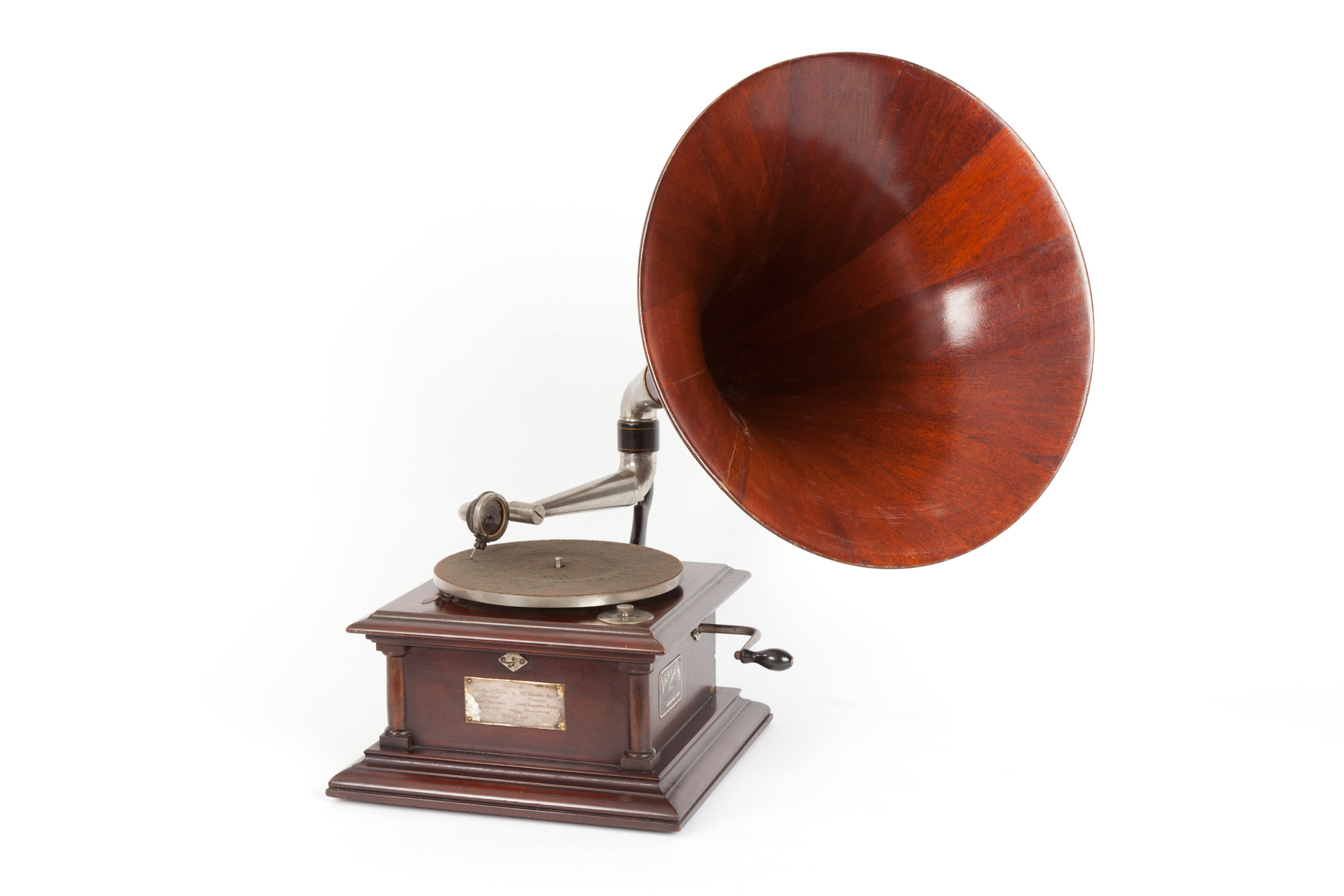
Gramophone Victor IV. Musée des sciences et des techniques Léonard de Vinci, Milan.

Il existe un musée situé dans la vieille usine de RCA Victor à Montréal appelé le Musée des Ondes Emile Berliner sur l'homme qui a inventé le gramophone, Emile Berliner, sa compagnie Berliner Gramophone Company étant devenue Victor Talking Machine Company, et après RCA Victor
L'entreprise japonaise JVC (The Victor Company of Japan) est à l'origine une filiale de la Victor Talking Machine Company, fondée en 1927. JVC coupe ses liens avec RCA au début de la Seconde Guerre mondiale.

## Victrola
En septembre 1906, la compagnie mit au point une nouvelle famille de phonographes où le tourne-disque et le cornet étaient dissimulés dans un meuble en bois. L'objectif était de rompre avec l'aspect mécanique des phonographes de l'époque et de proposer un appareil qui ressemblerait à un meuble. Mise en vente sous le nom de Victrola, cette gamme connut un succès immédiat. 